# Union méditerranéenne pour l'art moderne
L’Union méditerranéenne pour l’art moderne (UMAM) est une association fondée en 1946 par Henri Matisse et Pierre Bonnard. L’artiste niçois Jean Cassarini, ami de Matisse, en rédigea les statuts. Etablis en accord avec Bernard Dorival, conservateur du musée national d'Art moderne, ils furent approuvés par Bonnard et Matisse, présidents d’honneur de l’association. Les pères fondateurs créèrent l’UMAM dans le but d’offrir à la scène émergente de la création contemporaine une plus grande visibilité.
À l’origine, cette association visait à promouvoir la création méditerranéenne contemporaine en l’absence de musées sur la Côte d’Azur. C’est à l’UMAM que fut confiée la tâche de créer un Musée d’Art Moderne au château-musée de Cagnes-sur-Mer en 1953, encourageant les dons et dépôts d’artistes à la Ville. Ces œuvres (principalement des peintures) font désormais partie du fonds permanent du musée (Brayer, Carzou, Chabaud, Seyssaud, etc.).
La Biennale 2007 a été accueillie aux galeries municipales des Ponchettes et de la Marine à Nice.